# Jesper Wecksell
Jesper Wecksell, znany pod pseudonimem „JW”, (ur. 23 lutego 1995) – szwedzki zawodowy gracz serii gier Counter-Strike. Największe sukcesy osiągnął, reprezentując drużynę Fnatic. Zwycięzca trzech turniejów rangi mistrzowskiej: DreamHack Winter 2013, ESL One Katowice 2015 oraz ESL One Cologne 2015.

## Kariera
W listopadzie 2013 roku w barwach Fnatic zwyciężył DreamHack Winter 2013. Jego zespół pokonał w finale Ninjas in Pyjamas 2-1 (Dust2 16-14, Inferno 6-16, Train 16-2), a Szwed został wybrany "najlepszym zawodnikiem turnieju". 
W marcu i sierpniu 2015 roku ponownie sięgnął z Fnatic po triumf w rozgrywkach rangi mistrzowskiej, wygrywając kolejno ESL One Katowice 2015 oraz ESL One Cologne 2015. 

## Sukcesy

### Fnatic
- DreamHack Winter 2013
- SLTV StarSeries X Finals
- FACEIT League Season 2 Finals
- ESWC 2014
- Fragbite Masters Season 3 Finals
- ESEA Invite Season 17 Global Finals
- Inferno Online Pantamera Challenge
- ESL One Katowice 2015
- DreamHack Open Tours 2015
- Gfinity 2015 Spring Masters 2
- DreamHack Open Summer 2015
- ESL ESEA Pro League Season 1 Finals
- ESL One Cologne 2015
- FACEIT League 2015 Stage 3 Finals at DH Winter 2015
- Fragbite Masters Season 5 Finals
- ESL ESEA Pro League Season 2 Finals
- SL i-League StarSeries XIV Finals
- ESL Barcelona CS:GO Invitational presented by Mobile World Congress
- IEM Katowice 2016
- IEM Katowice 2018
- WESG 2017 World Finals
- DreamHack Masters Malmö 2019
- ESL Pro League Season 11 Europe

### Indywidualne
- MVP DreamHack Winter 2013
- MVP ESEA Invite Season 17 Global Finals
- MVP Gfinity 2015 Spring Masters 2